# Descente au paradis
Descente au paradis est le onzième épisode de la saison 9 de la série Doctor Who et fut diffusé sur la BBC le 28 novembre 2015.

## Accroche
Dans un monde qui ne ressemble à aucun de ceux qu'il a connu, le Docteur affronte la plus grande épreuve de ses multiples vies mais cette fois, il doit l'affronter seul.

## Distribution
- Peter Capaldi : Le Docteur
- Jenna Coleman : Clara Oswald
- Jami Reid-Quarrell : Le voile
- (non crédité au générique) : L'enfant

## Résumé
L'épisode commence avec une voix off du Docteur racontant que quelque chose nous suit sans arrêt. Après avoir été téléporté (à la fin de Le Corbeau) il apparaît dans un sas de téléportation et se remémore la mort de Clara. En ramassant une poignée de sable au sol, il menace le responsable de cette situation : peu importe qui ils sont, s'ils sont responsables de la mort de Clara, le Docteur est venu les trouver et il ne s'arrêtera jamais.
Le Docteur découvre l'étrange lieu où il se trouve, une forteresse remplie d'écrans de contrôle et d'engrenages. Le Docteur se parle sans cesse à lui-même ainsi qu'à une créature qui est présente et qui l'observe. Il lui demande de se montrer en lui disant qu'il a vu sa meilleure amie mourir et que sa journée ne peut pas être pire. Mais devant l'apparition de la créature, le Docteur semble la reconnaître et s'enfuit. Celle-ci prend la forme d'une créature voilée d'où ne sortent que deux bras décharnés et qui est entourée de mouches. Le Docteur réussit à ouvrir une porte par télépathie et après s'être retrouvé dans ce qui semblait être un cul-de-sac, il s'aperçoit que les couloirs de la forteresse bougent et lui ouvrent un passage.
Le Docteur entre dans une chambre, s'assoit sur le lit, regarde par la fenêtre et prend une fleur, dont il arrache un pétale. Il trouve un portrait de Clara Oswald usé au mur. La créature faisant son apparition, il jette le tabouret, brise la fenêtre et saute. Dans sa chute, le Docteur s'imagine dans son TARDIS afin de réfléchir plus vite et se met à calculer dans combien de temps il va tomber dans la mer dont il a senti les embruns en brisant la fenêtre, afin de trouver la position idéale pour survivre. Dans cette représentation mentale, Clara est toujours en vie et l'aide à se poser les bonnes questions. Le Docteur plonge dans l'eau où il découvre une multitude de crânes. En revenant dans le château, il entre dans une pièce avec une cheminée dont l'âtre est allumé et où des vêtements identiques aux siens sont réchauffés devant la cheminée. Il se change et met ses propres vêtements à sécher. Dans une cour intérieure, le Docteur trouve une pelle et se met à creuser dans un petit lopin de terre qui se trouve au centre. Il y trouve une stèle sur laquelle se trouve l'inscription « je suis dans la chambre 12. » Au cours de son travail, le monstre voilé apparaît vers le Docteur et celui-ci découvre que révéler un secret sur lui repousse temporairement le monstre et déclenche le déplacement des couloirs.
Le Docteur se décide à explorer le château en semant la créature et à en faire une carte précise pour trouver la chambre 12. Il constate que les pièces retrouvent leur état initial quand il les quitte un certain temps. Il trouve la chambre 12 mais elle est murée. Il établit, d'après les étoiles, qu'il se trouve environ 7000 ans dans le futur, ce qui le perturbe. Il avoue à la créature que ce qui l'a fait quitter Gallifrey était la légende de l'Hybride, un être à moitié Dalek et à moitié Seigneur du Temps, et l'accès à la chambre 12 s'ouvre. Il trouve un mur d'Azbantium (un matériau 400 fois plus résistant que le diamant) de 6 mètres d'épaisseur derrière lequel se trouve une source lumineuse et l'inscription « Home » ("Chez moi" en anglais). Le Docteur, abattu, se retrouve dans son TARDIS mental et une apparition de Clara lui donne la force de se relever. Alors, que le monstre se rapproche, le Docteur se relève et commence à taper de son poing contre la dure paroi en racontant le conte du Petit pâtre des frères Grimm, mais la créature voilée réussit à atteindre le Docteur et le tue.
Le Docteur est à l'agonie et met une journée et demie à ramper pour revenir à la salle de téléportation du début. Il explique que la salle se réinitialisant comme les autres salles, le téléporteur contient dans son disque dur une copie de lui-même avec les souvenirs qu'il avait au moment de sa téléportation. Il utilise son énergie pour activer le téléporteur et meurt en ne laissant qu'un crâne au sol. La copie du Docteur se met à refaire les mêmes gestes qu'il avait effectués au début de l'épisode : le spectateur a suivi une des multiples copies du Docteur depuis son arrivée et cela fait 7000 ans que des copies du Docteur se succèdent (d'où les crânes dans la mer) répétant inlassablement le même schéma. À chaque fois que l'un des Docteurs meurt, il donne le reste de son énergie à la machine pour créer un autre lui-même. Le procédé se répète continuellement, chaque copie faisant le même parcours jusqu'à ce qu'il frappe de ses poings le mur d'Azbantium pour y créer un trou et réciter une partie du conte du Petit pâtre.
Au bout de plus de 4 milliards d'années, le Docteur réussit enfin à atteindre la fin du mur et à réciter le conte entièrement. Il brise le reste du mur, le monstre voilé est détruit et se révèle être une machine. Le Docteur plonge ensuite dans la lumière et se retrouve dans un désert. Il récupère ensuite son Cadran de Confession, qui contenait en réalité le château, et un enfant apparaît. Le Docteur lui dit d'aller à la ville et de les prévenir qu'il arrive, et que s'ils demandent qui il est, de leur répondre qu'il a pris le chemin le plus long. Désormais seul, il déclare qu'il est l'Hybride destiné à détruire Gallifrey, dont on aperçoit la citadelle.

### Continuité
- Le Docteur brise à nouveau le quatrième mur en expliquant comment il survit à sa chute (il jette un regard en direction de la caméra), ce qui s'était déjà produit dans l'introduction d'Avant l'inondation. Ce phénomène est rarissime dans la série.
- Lors de cette séquence, le Docteur se dit à lui-même : « Suppose que tu vas survivre. Suppose toujours cela », ce qui renvoie à ce que disait Clara dans La Sorcière et son Pantin : « Il fait toujours l'hypothèse qu'il va gagner. Il trouve toujours un moyen de survivre[1]. »
- Le TARDIS n'apparaissant que dans l'imaginaire du Docteur, il s'agit d'un des rares épisodes dans lequel le vaisseau n'est pas utilisé ; c'est le cas pour une grande partie des premiers épisodes du troisième Docteur ainsi que les épisodes Mission to the Unknown, The Sontaran Experiment, La Genèse des Daleks et Un passager de trop[1].
- À la fin de l'épisode, le Docteur dit à l'enfant de prévenir les Seigneurs du Temps qu'il a pris le « le chemin le plus long », une expression qu'il utilisait aussi dans Le Jour du Docteur[1].
- Le Docteur confesse qu'il a fui Gallifrey parce qu'il était effrayé et qu'il a toujours menti en disant qu'il l'avait fait parce qu'il s'ennuyait. C'était effectivement ce que confessait le second Docteur à ses compagnons dans l'épisode The War Games[1].
- Moi suppose que le Docteur est un hybride humain-Seigneur du Temps, en référence au film Le Seigneur du Temps. Cette affirmation n'avait jamais été avérée dans la nouvelle série, elle laisse là encore planer le doute.